# Уживалачка употреба конопље
О уживалачкој или рекреативној употреби конопље се говори онда када се ова биљка употребљава због њених опојних дејстава а не, на пример, ради добијања влакана или лечења.
Конопља се најчешће ужива путем пушења, и то цветови женске биљке.Цигарете од конопље се најчешће ручно мотају у цигарет папир (у жаргону познат као ризла) који се може купити на свакој трафици. Да би се ручно смотале, потребано је направити и филтар, у жаргону познат као флоп (флок). Ручно смотана цигарета од конопље се најчешће назива џоинт (џокавац), буксна, фус или справа. Конопља се такође може пушити и на лулу, пајп, бонг или наргилу.
Након дуже и учестале рекреативне употребе конопље може се јавити психичка зависност.